# Херрманн, Вальтер (конькобежец)
Вальтер Херрманн (нем. Walter Herrmann) — немецкий конькобежец. Участник чемпионатов Европы по конькобежному спорту. Высшее достижение — 6-е место на чемпионате Европы-1893.

## Личные рекорды
| дата           | дистанция   | рекорд  | город  |
| -------------- | ----------- | ------- | ------ |
| 21 января 1893 | 500 метров  | 57,8    | Берлин |
| 22 января 1893 | 1500 метров | 3.06,2  | Берлин |
| 24 января 1909 | 3000 метров | 6.43,6  | Берлин |
| 21 января 1893 | 5000 метров | 10.50,4 | Берлин |

## Достижения
| турнир                                           | дата                | город              | 500 м      | 1500 м       | 5000 м      | 1/3 мили   | 1 миля      | 3 мили      | место |
| ------------------------------------------------ | ------------------- | ------------------ | ---------- | ------------ | ----------- | ---------- | ----------- | ----------- | ----- |
| Чемпионат Европы (неофициальный) — многоборье    | 23 — 24 января 1891 | Гамбург            | -          | -            | -           | НС         | 3.23,0 (12) | 12.58,0 (8) | БМ    |
| Международные соревнования — отдельные дистанции | 13 января 1892      | Берлин             | -          | -            | -           | -          | 3.38,0 (2)  | -           | -     |
| Международные соревнования — отдельные дистанции | 17 января 1892      | Франкфурт-на-Майне | -          | -            | -           | 1.02,0 (1) | 3.27,0 (2)  | -           | -     |
| 1-й чемпионат Европы — многоборье                | 21 — 22 января 1893 | Берлин             | 57,8 (7/q) | 3.06,2 (7/q) | 10.50,4 (6) | -          | -           | -           | (6)   |

## Ссылка
- Сайт SkateResults.com, анг.
- Сайт Deutsche Eisschnelllauf-Gemeinschaft, нем.